# Jaspis

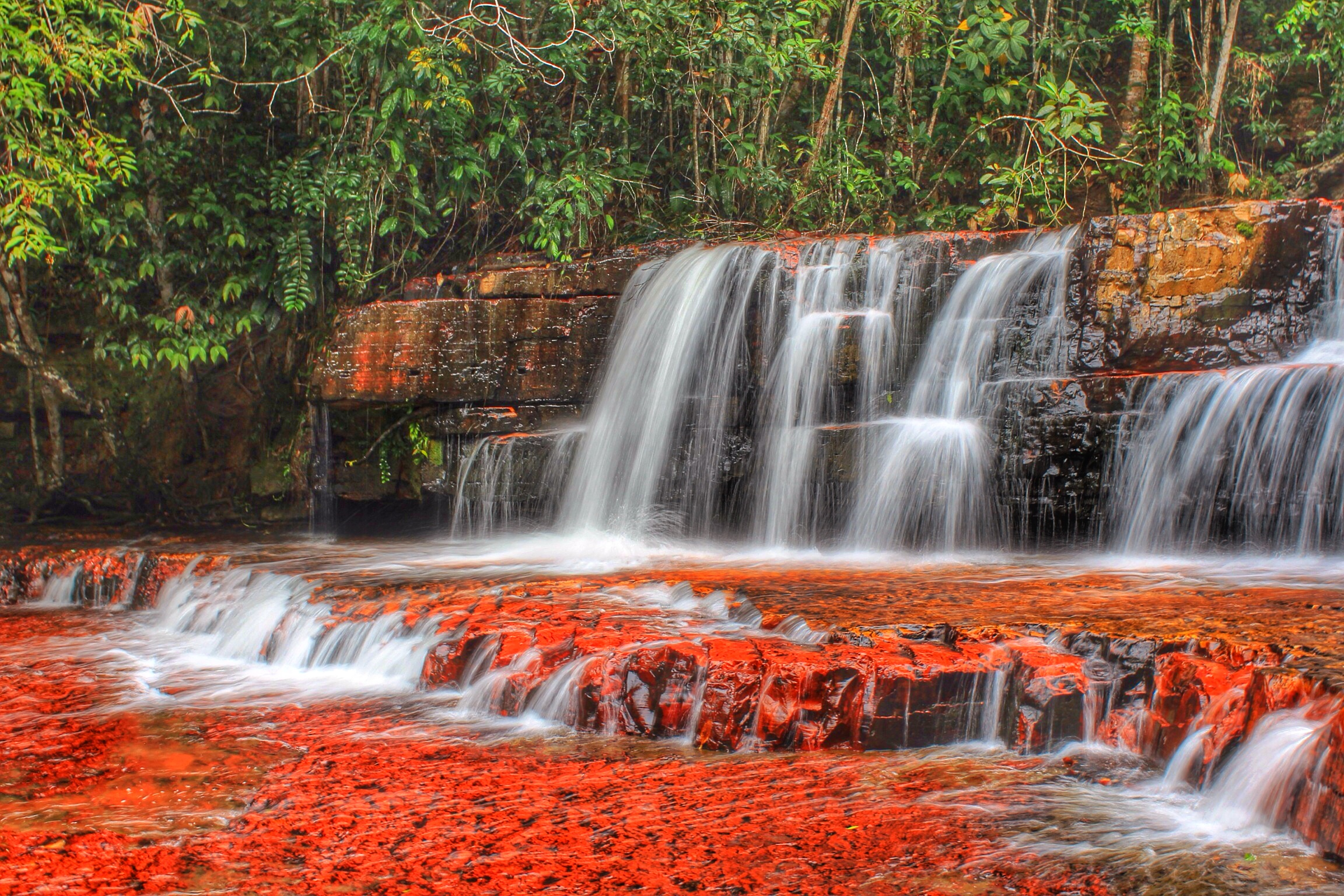
Die „Jaspis-Schlucht“ (Quebrada de Jaspe) auf der Gran Sabana in Venezuela mit einem Flussbett aus Jaspis

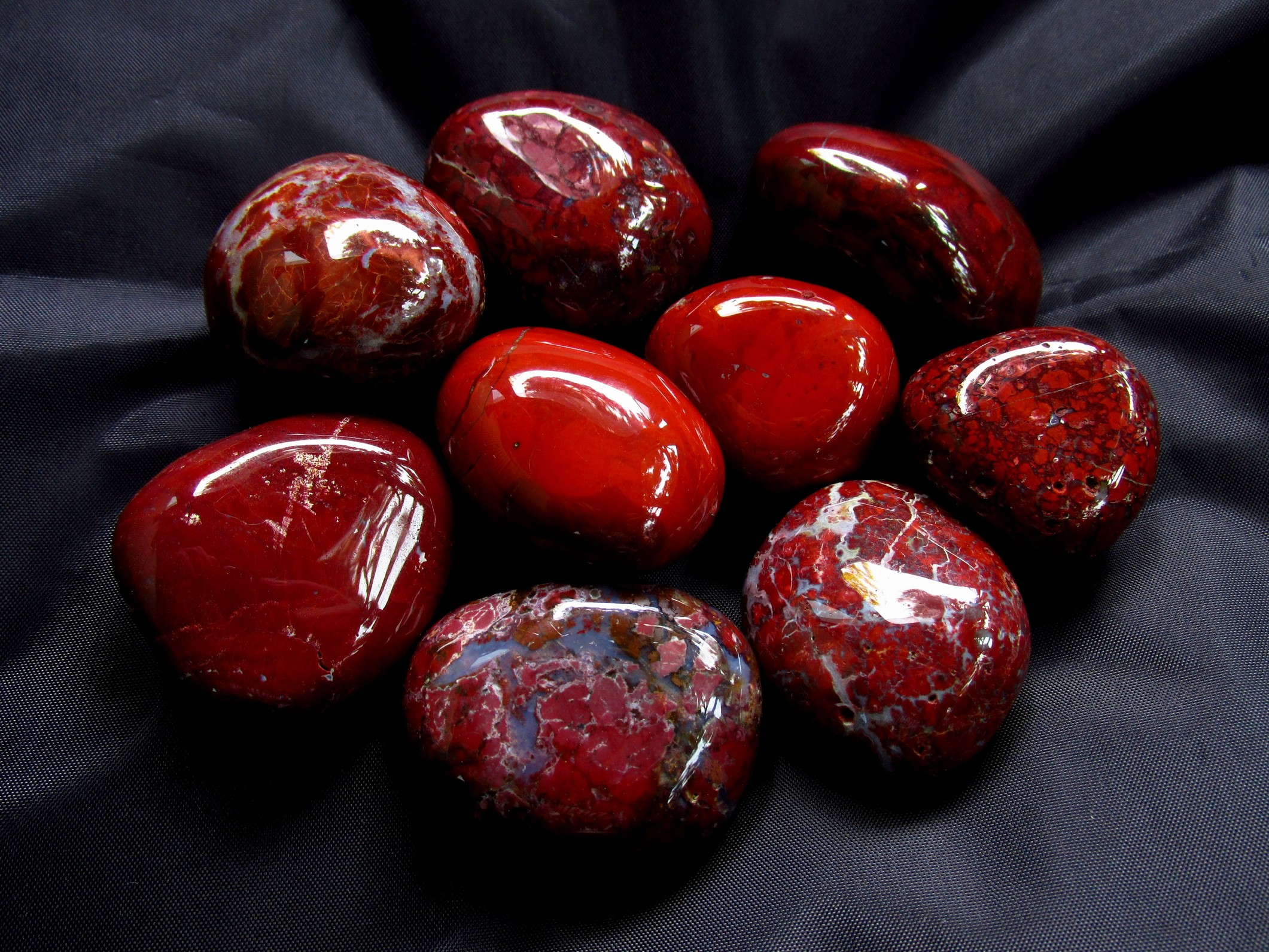
Einfarbig rote und gesprenkelte Jaspis-Trommelsteine

Jaspis ist eine mikrokristalline, feinkörnige Varietät des Minerals Quarz (SiO2) und eng verwandt mit dem stets faserig aufgebauten Chalcedon. Die Verwandtschaft ist so eng, dass sogar Stücke vorkommen, bei denen körnig und faserig aufgebaute Quarzmaterialien miteinander verwachsen sind.
Aufgrund seiner polykristallinen Struktur ist Jaspis im Allgemeinen undurchsichtig weiß und kann durch Beimengungen wie unter anderem verschiedene Eisenoxide alle Farbtönungen von Gelb über Rot und Braun bis Schwarz, aber auch rosa und grünliche Farbtöne annehmen.
Jaspis wird ausschließlich zu Schmucksteinen verarbeitet, die aufgrund der Mohshärte von 6,5 bis 7 sehr widerstandsfähig gegenüber mechanischer Beanspruchung sind. Geschliffen und poliert weisen die Steinoberflächen anschließend einen glas- bis fettähnlichen Glanz auf.

## Etymologie und Geschichte
Das Wort „Jaspis“ leitet sich über das lateinische iaspis aus dem griechischen ἴασπις, íaspis für „gesprenkelter Stein“ ab. Diese Bezeichnung wiederum stammt ursprünglich aus einer orientalischen Sprache, möglicherweise aus dem Altägyptischen oder Persischen (yashp). Im Hebräischen heißt es Jaspheh. Jaspis ist der einzige Edelsteinname im Nibelungenlied: dort schmückt ein grasgrüner Jaspis Siegfrieds Schwert Balmung (Strophe 1783).

## Eigenschaften
Jaspis ist nur sehr selten in reiner Form zu finden. Durch Verwachsungen mit Achat und Opal, aber auch durch Fremdbeimengungen von bis zu 20 % wie Aluminiumoxid, Eisenoxid, Eisenhydroxid und Manganhydroxid schwanken seine chemischen und physikalischen Eigenschaften sehr stark. Da die Menge und Verteilung dieser Beimengungen über das Erscheinungsbild entscheiden, ist der Farb- und Varietätenspielraum des Jaspis außerordentlich groß. Zudem ändert sich auch die Strichfarbe je nach Beimengung und lässt sich kaum zur Echtheitsprüfung heranziehen.
Das hat zur Folge, dass viele ähnlich geformte und gemaserte Minerale bzw. Varietäten und sogar Gesteine, deren Farbe und Zeichnung denen des Jaspis ähnlich sehen, unter diesem Namen im Handel vertrieben werden.

## Varietäten
Die Namen beziehungsweise Handelsnamen der vielen Varietäten spiegeln oft ihren Herkunftsort, aber auch ihre Farbe und Zeichnung wider.
- So ist der Achatjaspis (auch Jaspachat) eine gelb, braun und grün gestreifte Verwachsung aus Jaspis und Achat, strenggenommen also ein Gestein.
- Der Ägyptische Jaspis oder auch Kugeljaspis, Nilkiesel beziehungsweise Jaspisknollen, ist ockergelb bis braun und ziegelrot, häufig gestreift und geflammt und findet sich in großer Menge als Gerölle im Nil und in der Wüste. Bei Kairo bildet er ein Konglomerat, das wahrscheinlich der Kreideformation angehört.
- Aufgrund seiner grau, grün, gelb, rot und braun gefärbten, parallel gestreiften oder gebänderten Struktur ist der Bandjaspis zur Verarbeitung zu Gemmen prädestiniert.
- Der feinkörnige, schwarze Basanit ist vor allem Juwelieren und Goldschmieden bekannt, da er von ihnen als Strichprobe Verwendung findet.
- Der Bilderjaspis mit braun und schwarzer Maserung wird durch seinen Facettenreichtum oftmals mit Mookait, Epidot, Pietersit, Stromatolith, Tigereisen verwechselt. Abgebaut wird der Bilderjaspis hauptsächlich in Südafrika, Oregon, Australien.
- Als Dalmatinerjaspis werden Varietäten mit grauem bis beigefarbenem Körper und schwarzen Sprenkeln, der seinen Namen der gleichnamigen Hunderasse verdankt.
- Ebenfalls feinkörnig, aber von grauer bis braunroter, selten auch grüner bis schwarzer Farbe ist der Hornstein, der oft als Synonym für Jaspis im Gebrauch ist.
- Bei dem Kellerwaldachat (Fundort Kellerwald/Nordhessen) handelt es sich um einen weißgeäderten roten Jaspis.
- Der oft durch ähnlich aussehende Gesteine imitierte Landschaftsjaspis (auch Kalahari-Jaspis) zeigt auf der Oberfläche lebhafte Musterungen, die sich schon mit wenig Phantasie als stilisierte Landschaften oder Pflanzen interpretieren lassen. Die braune, durch Beimengungen von Eisen bewirkte Farbe tut ihr Übriges, um diesen Eindruck zu verstärken.
- Als Mookait wird eine rosafarbene bis hellrote Varietät mit wolkenartig gebänderter Struktur bezeichnet, die vorwiegend in Australien abgebaut wird.
- Eine nach seinem Fundort Nunkirchen benannte, weißgraue oder gelblich- bis bräunlichrote Varietät ist unter der Bezeichnung Nunkircher Jaspis bekannt. Er wird oft mit Berliner Blau eingefärbt und als Imitation von Lapislazuli unter den Handelsbezeichnungen Deutscher Lapis, Swiss Lapis oder auch Nunkirchener Lapislazuli vertrieben.
- Ozean-Jaspis stammt aus der seit 2001 bekannt gewordenen Marovato Mine auf Madagaskar. Er wird in der Esoterik auch unter den Bezeichnungen Augenjaspis oder -achat sowie Kugelrhyolith oder -chalcedon vertrieben.
- Porzellanjaspis (auch Porzellanit) ist der nicht mehr verwendete Name verschiedener Gesteine, die unter hohen Temperaturen bei gleichzeitig geringen Drücken aus Ton- oder Sandstein entstanden sind. Sie finden sich häufig als Kontaktmetamorphosen an Basaltschloten oder Kohleflözen, wo sie bei Flözbränden entstanden. Fundorte sind beispielsweise Epterode bei Großalmerode in Hessen (Jaspis von Bühlchen), oder Planitz bei Zwickau. Obwohl bisweilen eine äußerliche Ähnlichkeit mit Jaspis besteht (bunte Farben und bisweilen – bei hohem Glasgehalt – muscheliger Bruch), haben diese Gesteine mit Jaspis im mineralogischen Sinne nichts zu tun. Die korrekte Bezeichnung lautet gefrittetes Gestein bzw. Buchit.[3][4]
- Die irreführende, aber immer noch gebrauchte Bezeichnung Prasem steht zum einen für eine feinkörnige, verwaschen grüne Jaspis-Varietät, zum anderen aber auch für ein lauchgrünes Quarz-Aggregat.
- Plasma ist dem Prasem recht ähnlich, jedoch von eher grobkörniger Struktur, sodass seine grüne Farbe schmutzig wirkt.
- Silex wird die gelb und rotbraun gefleckte oder konzentrisch gestreifte Varietät genannt, meist rot und braun, auch gelblich und schwarz, findet sich besonders auf Eisensteingängen an vielen Orten.
- Indischer Zebrajaspis ist dunkelbraun mit hellbraunen Strichen und enthält oft versteinerte Muscheln und Schnecken.

Der Heliotrop wird zwar oft fälschlich mit dem Synonym Blutjaspis belegt, ist jedoch eine eigenständige Quarzvarietät von lauchgrüner Farbe mit rosa bis roten Flecken. Im Gegensatz zum körnigen Jaspis ist Heliotrop jedoch radialstrahlig aufgebaut, kann aber dem Jaspis durch Bildung kugeliger Aggregate ähnlich sehen.

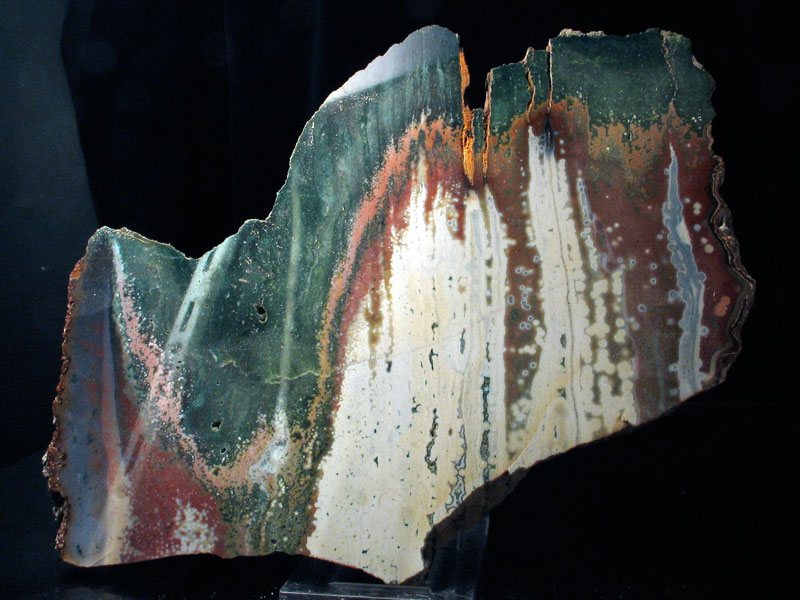
Bunt gebänderter und gesprenkelter Jaspis aus Madagaskar
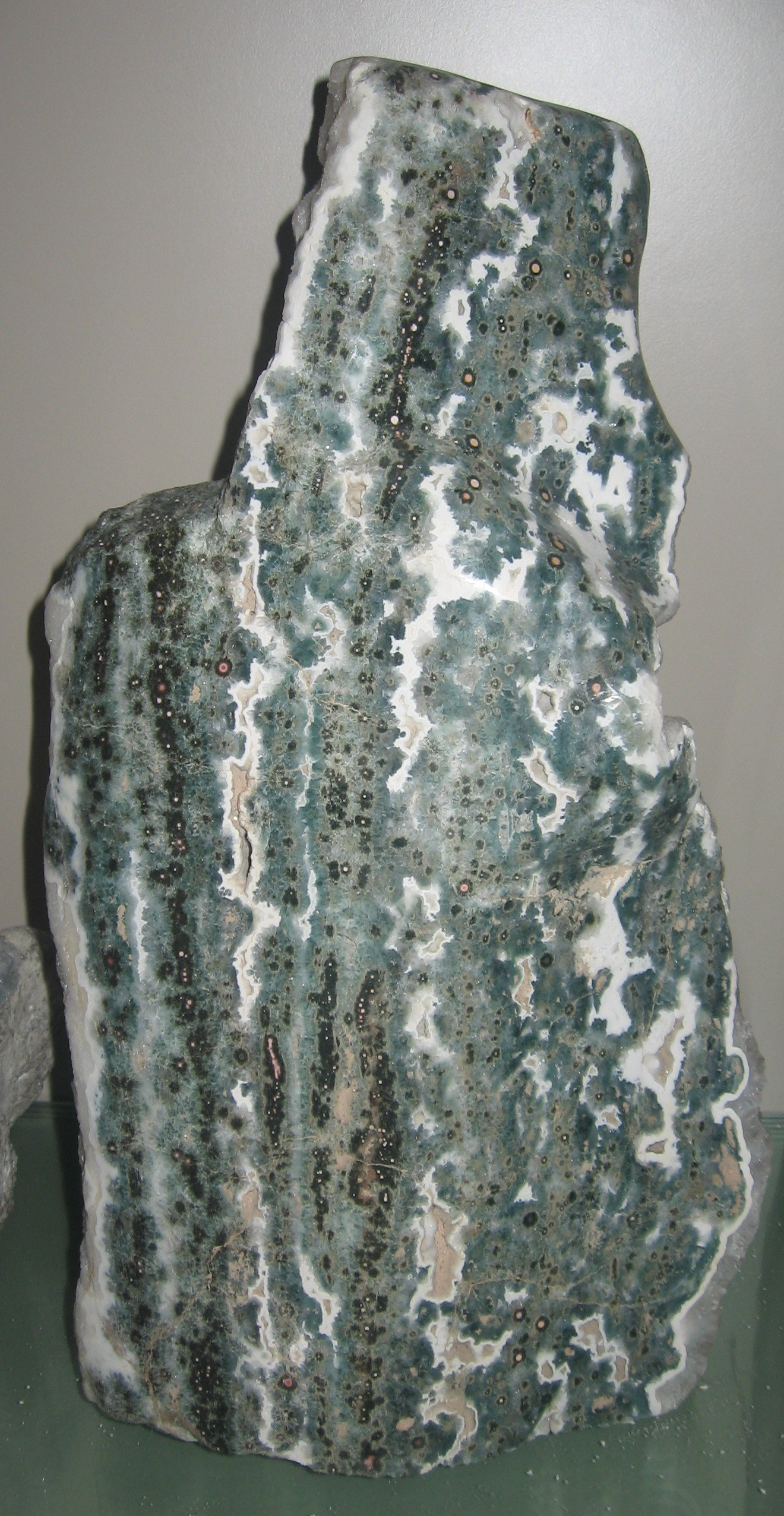
Ozean-Jaspis
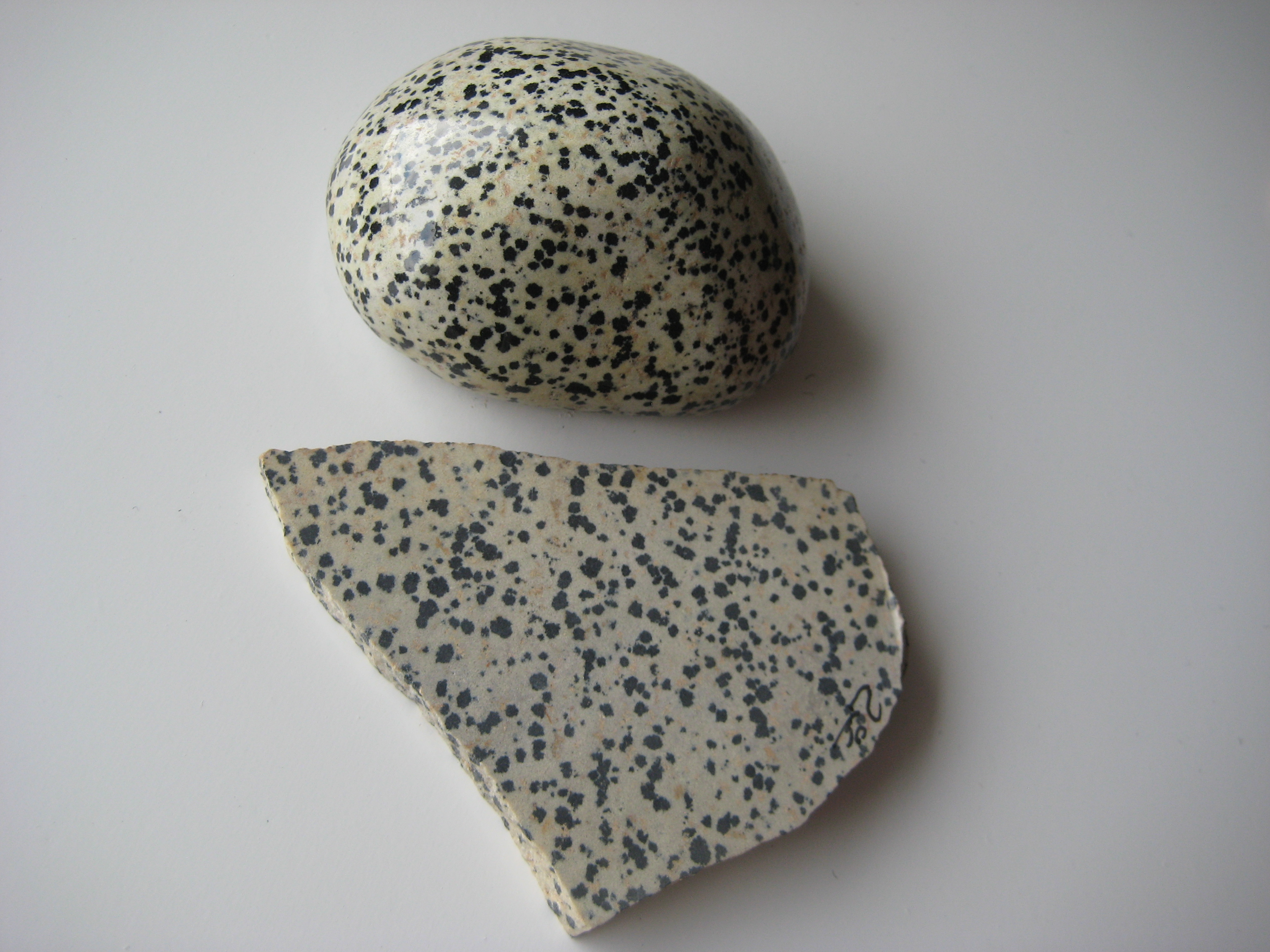
Dalmatiner-Jaspis, Rohstein und im Glattschliff als Trommelstein
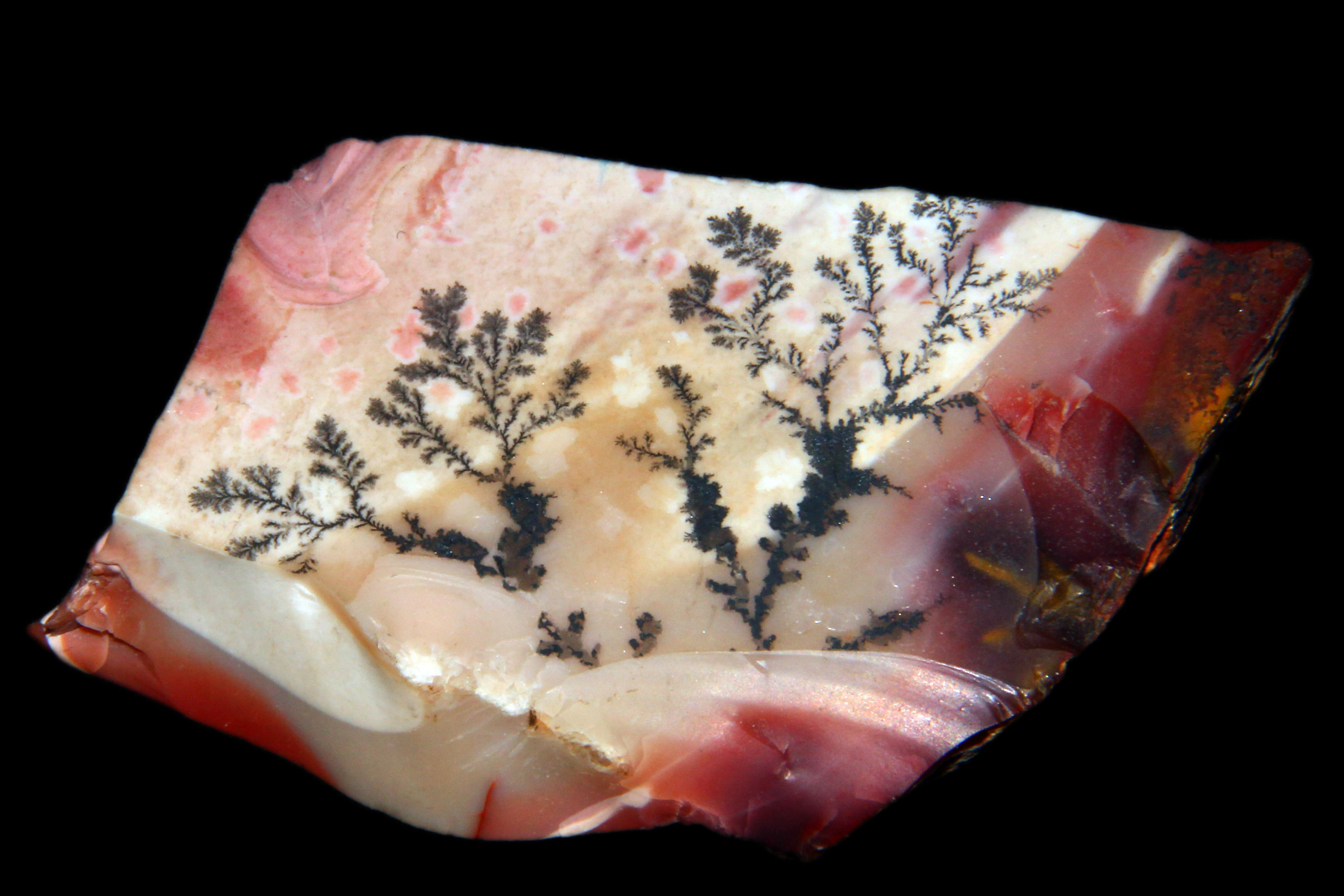
Mookait (rosa) mit schwarzen, dendritischen Mineral-Einschlüssen
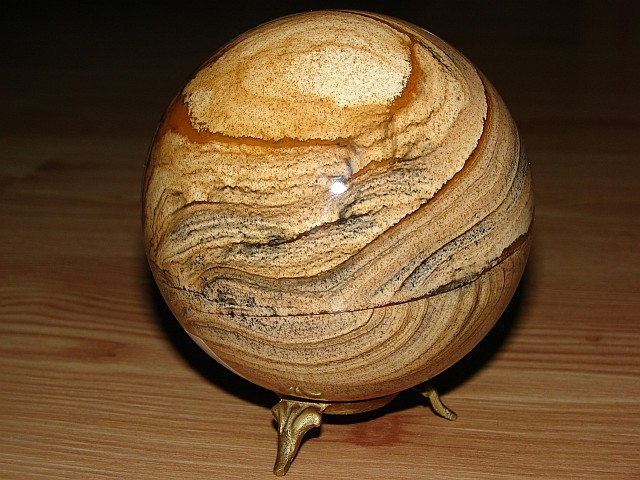
Landschaftsjaspis in Kugelform

## Bildung und Fundorte
Jaspis findet sich derb, eingesprengt, in Kugeln und Geschieben meist als Gangfüllung oder Knollen, selten auch in trauben- oder nierenförmigen Gestalten.
Neben den bereits bei den Varietäten benannten Fundorten wird Jaspis darüber hinaus unter anderem an folgenden Stellen gefunden: Erzgebirge, Harz, Auggen, Kleinkems und Istein bei Efringen-Kirchen sowie Idar-Oberstein in Deutschland, Jekaterinburg und Ochotsk in Sibirien, auf der italienischen Insel Sizilien und der französischen Insel Korsika sowie in Tirol.

## Verwendung als Schmuckstein

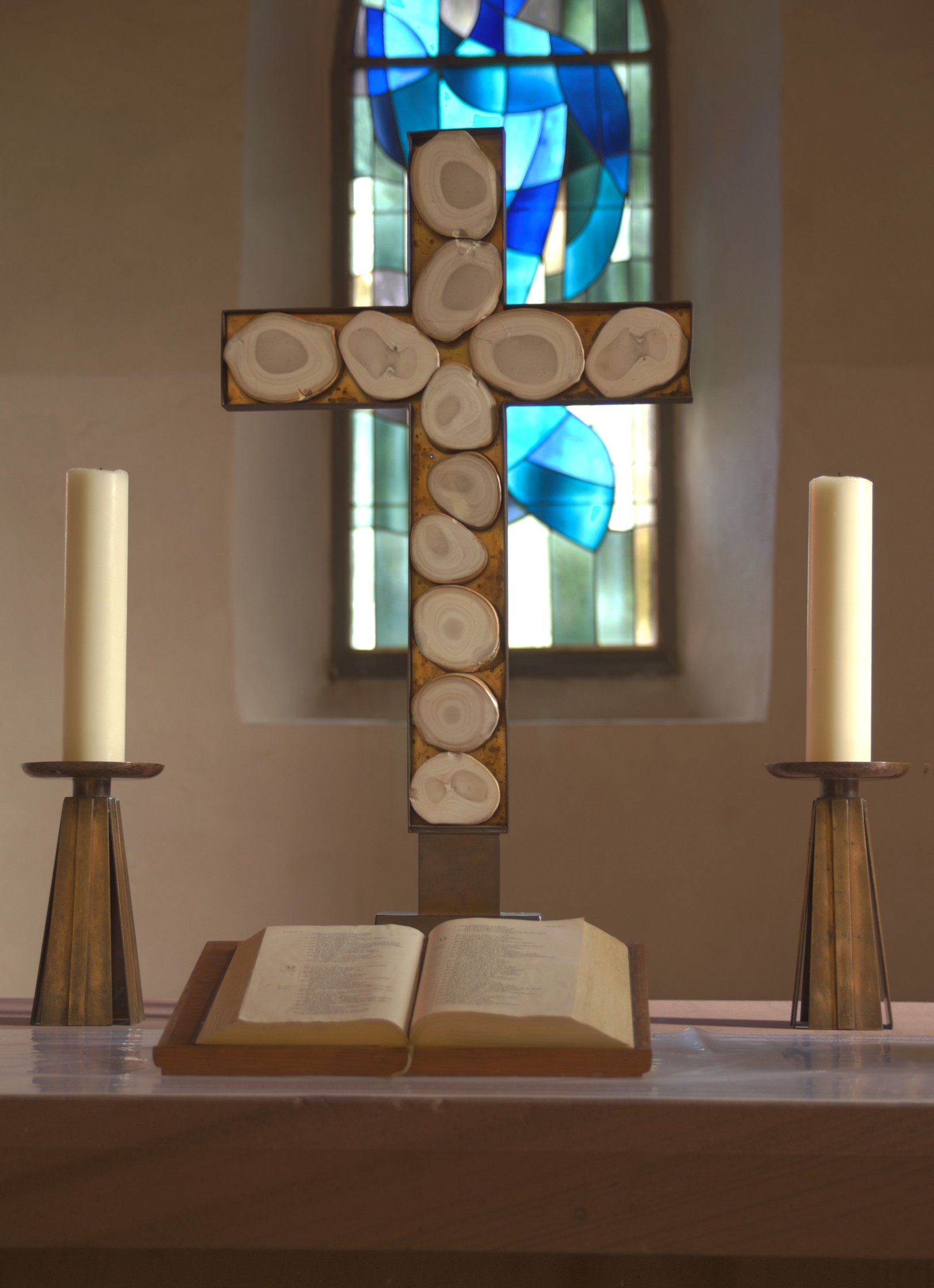
Altarkreuz aus Jaspis

Jaspis war im Altertum bei den Griechen und Römern ein höchst angesehener Schmuckstein.
In der Bibel heißt es über das dem Apostel Johannes offenbarte Himmlische Jerusalem:

„Die Grundsteine der Stadtmauer sind mit edlen Steinen aller Art geschmückt; der erste Grundstein ist ein Jaspis, der zweite ein Saphir, der dritte ein Chalzedon, der vierte ein Smaragd, der fünfte ein Sardonyx, der sechste ein Karneol, der siebte ein Chrysolith, der achte ein Beryll, der neunte ein Topas, der zehnte ein Chrysopras, der elfte ein Hyazinth und der zwölfte ein Amethyst.“

Im Laufe der Jahrhunderte hat der Jaspis an Bedeutung und Wertschätzung verloren und wird gegenwärtig zu Siegelsteinen, Dosen, Vasen, Tischplatten, Kannen, Mosaik, architektonischen Arbeiten etc. genutzt.

### Größte Schmucksteine

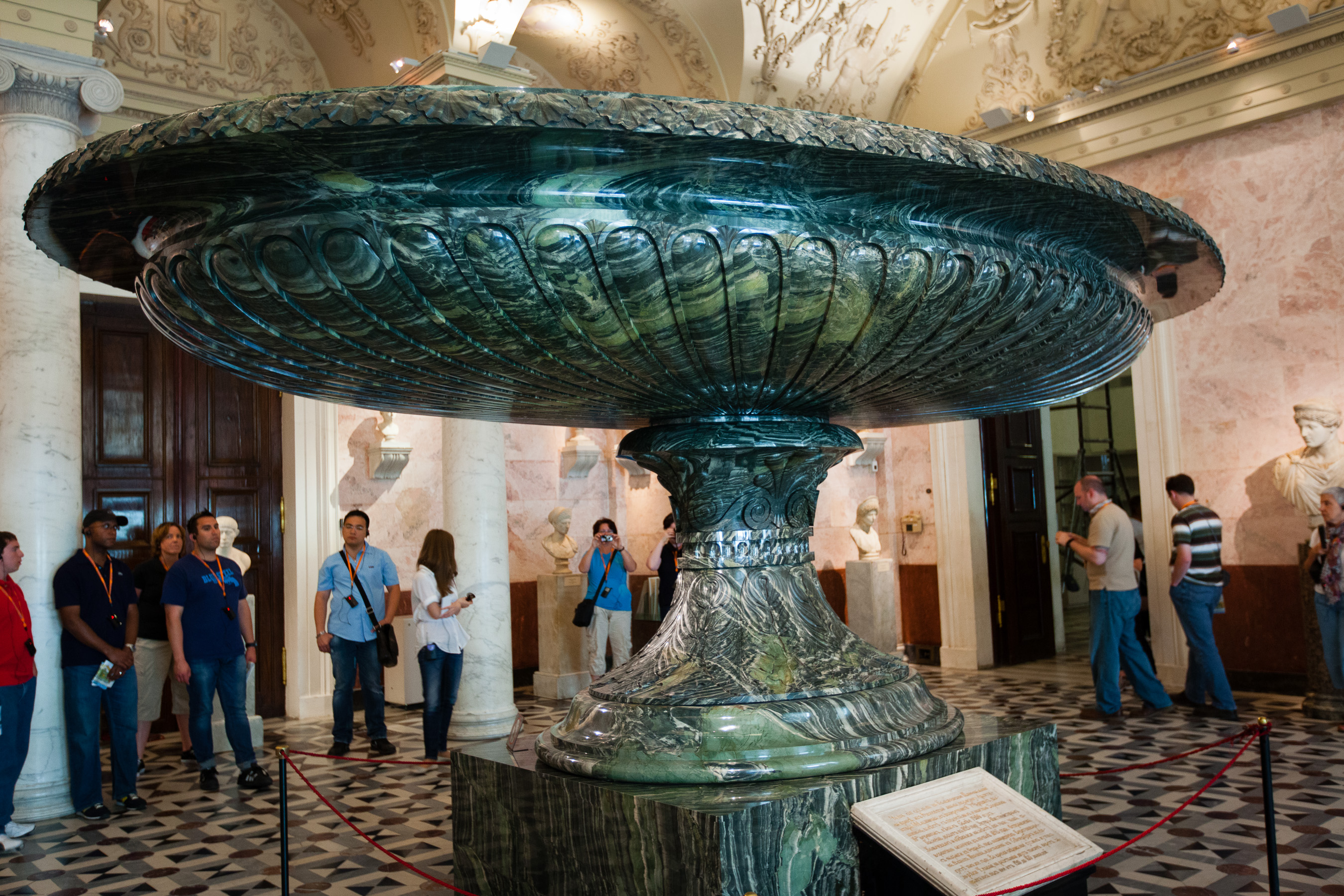
Kolyvan-Vase in der Eremitage

- Der größte polierte grüne Jaspis befindet sich als profilierte Schale in der Eremitage in Sankt Petersburg mit einer Größe von 5,04 × 3,22 Metern. Die auch als Kolyvan-Vase bezeichnete Schale aus Revnev-Jaspis aus dem Altai hat ein Gewicht von zirka 19 Tonnen, einen Umfang von etwa 12,7 Metern und eine Höhe von etwa 2,57 Metern.[5]
- Ein weiterer geschliffener roter Jaspis wurde aus einem Rohling von 2850 kg zu einer Kugel mit einem Gewicht von etwa einer Tonne und einem Durchmesser von 87,5 cm gefertigt. Sie befindet sich in Sankt Augustin-Hangelar.[6]
- Eine weitere große Jaspiskugel stammt ursprünglich aus Botswana und steht im Deutschen Edelsteinmuseum in Idar-Oberstein. Aus einem 800 kg schweren Rohling wurde eine 224 kg schwere Kugel mit 54 cm Durchmesser geschliffen.[7]

### Manipulationen und Imitationen
Die Vielfalt an Farben und Zeichnungen beim Jaspis macht es leicht, ihn mithilfe ähnlich aussehender Gesteine und Varietäten anderer Minerale nachzuahmen. Beispielsweise wird auch die Serpentin-Varietät Silberauge unter der Bezeichnung Zebra-Jaspis vertrieben. Blumenjaspis ist eigentlich Unakit und ebenso ein Gestein wie der als Leopardenfell-, Regenwald- oder Augen-Jaspis verkaufte Rhyolith.

## Esoterik
Der im späten Mittelalter berühmte Naturforscher Conrad Gessner überlieferte: „Der Jaspis ist ein Schild vor der Brust, das Schwert in der Hand und die Schlange unter den Füßen. Er schirmt gegen alle Krankheiten und erneuert Geist, Herz und Verstand.“
Bei den alten Griechen glaubte man, dass der Jaspis seinem Träger innerliche Harmonie beschere und Frauen durch das Tragen des Steins eine harmonievolle Schwangerschaft haben.
Der rote Jaspis solle am besten bei Übelkeit und übermäßiger Esslust helfen. Im  von Konrad von Megenberg im 14. Jahrhundert verfassten Buch der Natur (und daraus übernommen im Speyrer Frauenbüchlein von 1460) wird Jaspis als wirksam bei Wehenschwäche beschrieben.